# John Montgomery Cooper
John Montgomery Cooper (* 28. Oktober 1881 in Rockville; † 22. Mai 1949 in Washington, D.C.) war ein US-amerikanischer Ethnologe und römisch-katholischer Priester.

## Werke
- Analytical and Critical Bibliography of the Tribes of Tierra del Fuego and Adjacent Territory. (= Bureau of American Ethnology. Bulletin 63). Government Printing Service, Washington 1917.
- John M. Cooper: The Ona. In: Julian H. Steward (Hrsg.): Handbook of South American Indians. Band 1: The Marginal Tribes. Cooper Square Publishers, New York 1944, S. 107–125.